# Xyris kukenaniana
Xyris kukenaniana är en gräsväxtart som beskrevs av Robert Kral. Xyris kukenaniana ingår i släktet Xyris och familjen Xyridaceae. Inga underarter finns listade i Catalogue of Life.